# Хоккей на траве на Универсиадах
Турнир по хоккею на траве проводился впервые на летней Универсиаде 1991 года как факультативный (не включённый в основную программу Универсиады). В следующий раз турнир по хоккею на траве проводился на летней Универсиаде 2013 также как факультативный.

## Призёры соревнований

### Мужчины
| Год  | Золото         | Серебро  | Бронза   |
| ---- | -------------- | -------- | -------- |
| 1991 | Великобритания | Германия | Испания  |
| 2013 | Россия         | Франция  | Германия |

### Женщины
| Год  | Золото           | Серебро | Бронза           |
| ---- | ---------------- | ------- | ---------------- |
| 1991 | Нидерланды       | Китай   | Республика Корея |
| 2013 | Республика Корея | Россия  | Япония           |

## Медальный зачёт

### Мужчины
| Место          | Страна         | Золото | Серебро | Бронза | Всего |
| -------------- | -------------- | ------ | ------- | ------ | ----- |
| 1              | Великобритания | 1      | 0       | 0      | 1     |
| 1              | Россия         | 1      | 0       | 0      | 1     |
| 3              | Германия       | 0      | 1       | 1      | 2     |
| 4              | Франция        | 0      | 1       | 0      | 1     |
| 5              | Испания        | 0      | 0       | 1      | 1     |
| Всего стран: 5 | Всего стран: 5 | 2      | 2       | 2      | 6     |

### Женщины
| Место          | Страна           | Золото | Серебро | Бронза | Всего |
| -------------- | ---------------- | ------ | ------- | ------ | ----- |
| 1              | Республика Корея | 1      | 0       | 1      | 2     |
| 2              | Нидерланды       | 1      | 0       | 0      | 1     |
| 3              | Китай            | 0      | 1       | 0      | 1     |
| 3              | Россия           | 0      | 1       | 0      | 1     |
| 5              | Япония           | 0      | 0       | 1      | 1     |
| Всего стран: 5 | Всего стран: 5   | 2      | 2       | 2      | 6     |